# Кичигин, Семён Афанасьевич
Семен Афанасьевич Кичигин (1886, село Зеркло, Оренбургский уезд, Оренбургская губерния — июль 1918, Оренбургский уезд) — революционер, участник Гражданской войны в Оренбуржье, делегат I Губернского съезда Советов (1918).

## Биография
Родился в бедной крестьянской семье в селе Зеркло Оренбургского уезда Оренбургской губернии (ныне — Шарлыкский район Оренбургской области). После смерти отца семья переехала в Оренбург. Обучался в школе общества приказчиков в Оренбурге в Бухарском переулке.
После окончания школы поступил учеником на кондитерское производство. Выполняя тяжелый и изнурительный труд, при этом получая низкую зарплату, претерпевая произвол администрации и не имея возможности повлиять на ситуацию ввиду своего бесправия, всё больше проникался революционными идеями. Способствовал образованию объединённого профсоюза булочников, кондитеров, карамельщиков и пекарей, в правление которого был выбран. Месячная забастовка осенью 1905 года привела к разгрому рабочих организаций и массовым увольнениям, уволен был и он.
После увольнения не прекращал пропагандистскую работу среди рабочих.
В ночь на 7 ноября 1917 года белоказаками была арестована группа революционеров, в числе которых был и он. Сначала был направлен в казачью станицу Сакмарскую, после переведён в тюрьму Оренбурга. В ночь на 13 декабря 1917 года при помощи красногвардейцев 32 арестованных, включая Кичигина, сбежали из тюрьмы. Пребывая на нелегальном положении, активно создавал и укреплял оренбургские отряды Красной гвардии. 31 января 1918 года красногвардейский отряд под его командованием освободил политзаключённых, находившихся в оренбургской тюрьме. В Оренбурге начал создаваться военно-революционный комитет, а он был избран членом ревкома.
В феврале 1918 года избран депутатом Оренбургского Совета. 12 марта на первом губернском съезде Советов выступал с докладом «Об организации власти Советов на местах». Находясь в должности председателя губернского комитета РКП(б) с марта 1918 года, проводил работу по созданию партийных ячеек на территориях, освобождённых от белоказаков. В апреле 1918 года был направлен для работы в Тургайский облисполком. Для этого в конце мая он отправился в город Кустанай Тургайской области. Но добраться до места назначения ему не удалось: это направление полностью находилось под контролем белоказаков. По дороге обратно в Оренбург, он заехал в город Орск, где провёл партийные собрания и митинги.
Тайно посещал населённые пункты Саракташского и Троицкого районов, разъясняя селянам сущность Советской власти, призывая их бороться с белоказаками. В июле 1918 года он оказался недалеко от села Репьёвка, в котором проживала его семья, эвакуированная из Оренбурга. Он вечером решил пробраться в село, для того чтобы с ней повидаться. Однако за домом следили белоказаки, он попал в засаду и был убит выстрелом в лицо на глазах жены и детей. Похоронен у дороги, ведущей из села Репьёвка в село Троицкое, недалеко от церкви.

## Память
Могила была обнаружена школьниками-краеведами Репьевской восьмилетней школы Тюльганского района при сборе информации о событиях гражданской войны, его останки перезахоронили в центре села Репьёвка, 6 ноября 1967 года был установлен памятник на могиле (автором памятника — скульптор Н. А. Петина). Улица, на котором стоит памятник в селе, носит имя Кичигина.
Памятник С. А. Кичигину также открыт 8 апреля 1970 года на пересечении улиц Комсомольской и Кичигина в городе Оренбурге на средства, заработанные учениками школы № 51 Оренбурга. Памятник в форме бюста установлен на четырехгранном пьедестале. Автором памятника также является скульптор Н. Г. Петина.
Одна из улиц города Оренбурга носит имя Кичигина.